# Ciudad Valles (municipi)
Valles és un municipi de l'estat de San Luis Potosí. Ciudad Valles és el cap de municipi i principal centre de població d'aquesta municipalitat. Aquest municipi és a la part sud de l'estat de San Luis Potosí. Limita al nord amb els municipis de Tamuín, al sud amb Aquismón, a l'oest amb Tamlajás i a l'est amb Narajo.